# بازیلیک
بازیلیک (انگلیسی: Basilic) یا بازیلیکا (انگلیسی: Basilica) به معنای «توپ سلطنتی» است که با نام توپ اوربان یا توپ عثمانی نیز شناخته می‌شود، یک توپ جنگی با کالیبر بسیار بزرگ بود که توسط اوربان، مهندس توپ‌سازی مجارستانی طراحی شد. این یکی از بزرگ‌ترین توپ‌هایی است که تاکنون ساخته شده است.
این توپ اولین بار در سال ۱۴۵۲ به کنستانتین یازدهم آخرین امپراتوری بیزانس پیشنهاد شد که او نتوانست مبلغ مورد نیاز برای ساخت آن را تأمین کند. سپس به سلطان محمد دوم عثمانی پیشنهاد شد، که پس از اطلاع از اینکه این توپ می‌تواند با استفاده از یک پرتابه بزرگ دیوارها و دژهای مستحکم را بشکند، دستور ساخت آن را داد. برای ریخته‌گری ۲۷ فوت (۸٫۲ متر) به مقادیر زیادی برنز نیاز بود. پس از تکمیل ساخت این توپ توسط ارتش عثمانی در سال ۱۴۵۳ این توپ نقش کلیدی را در سقوط قسطنطنیه و پیروزی عثمانی ایفا کرد و آسیب جدی به دیوارهای شهر وارد نمود.

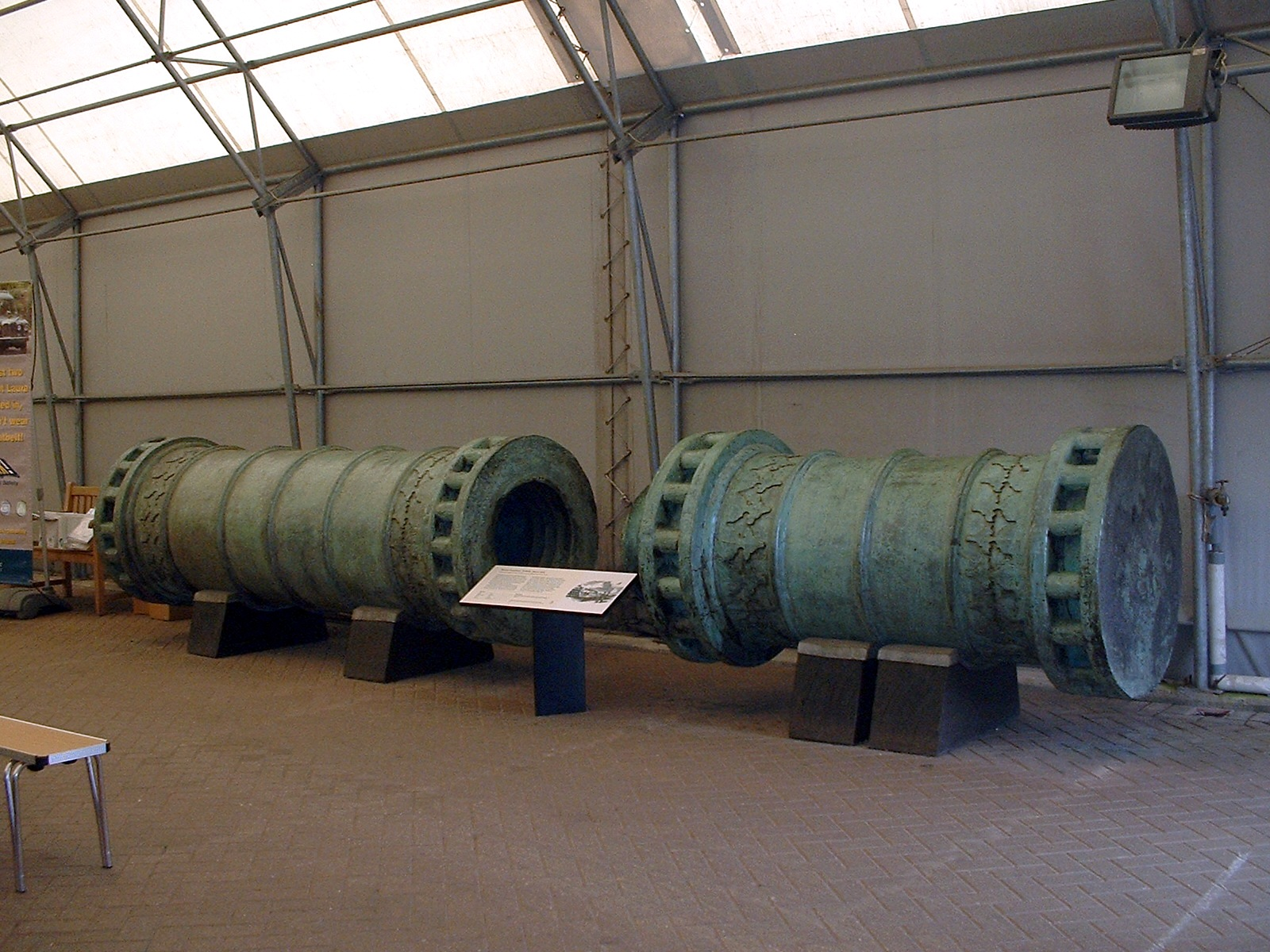
توپ داردانل یک توپ غول‌پیکر مشابه است که در سال ۱۴۶۴ توسط منیرعلی مهندس نظامی ترک با الگوبرداری از توپ ساخته شده توسط اوربان ساخته شد.

اوربان موفق شد این توپ غول‌پیکر را ظرف سه ماه در ادرنه بسازد. در جریان جنگ با قسطنطنیه برای حمل این توپ به دلیل اندازه بزرگ آن، بین ۶۰ تا ۹۰ گاو و ۲۰۰ تا ۴۰۰ مرد آن را در طول ۱۴۰ مایل (۲۳۰ کیلومتر) کشیدند. گلوله توپ می‌توانست از فاصله‌ای بین یک مایل (۱٫۶ کیلومتر) تا ۲ کیلومتری شلیک شود. به دلیل لگد شدید این توپ حین پرتاپ گلوله، بسیاری از افراد خودی نیز کشته شدند. گرمای تولید شده توسط هر انفجار مانع از شلیک بیش از هفت بار توپ در روز می‌شد. علاوه بر این، به دلیل ناخالصی‌های موجود در برنز ریخته‌گری شده، گرمای شدید و شوک ایجاد شده توسط خرج، منجر به شکستگی‌های مویی می‌شد که پس از هر شلیک، لوله باید در روغن گرم خیسانده می‌شد تا از نفوذ هوای سرد و بزرگ شدن شکاف‌ها جلوگیری شود. تیم اوربان مجبور بود توپ‌های زیادی را که ساخته بودند، مدیریت، نگهداری و تعمیر کند. کلیسای جامع قسطنطنیه که دژ مستحکم شهر بود خیلی زود به چندین تکه تقسیم شد و بسیاری در این جریان کشته شدند که در نهایت قسطنطنیه به دست عثمانی فتح شد.